# كسوف الشمس 20 أبريل 2023
سيحدث كسوف كلي للشمس يوم الخميس 20 أبريل 2023. يحدث كسوف الشمس عندما يمر القمر بين الأرض والشمس، وبالتالي يحجب صورة الشمس كليًا أو جزئيًا عن مشاهد على الأرض.
يحدث الكسوف الكلي للشمس عندما يكون القطر الظاهري للقمر أكبر من قطر الشمس، مما يحجب كل ضوء الشمس المباشر، ويحول النهار إلى ظلام. تحدث الكلية في مسار ضيق عبر سطح الأرض، مع كسوف جزئي للشمس مرئي فوق منطقة محيطة بعرض آلاف الكيلومترات.
سيكون إجمالي هذا الكسوف مرئيًا في شبه جزيرة نورث ويست كيب وجزيرة بارو في غرب أستراليا، والأجزاء الشرقية من تيمور الشرقية، وكذلك جزيرة دامار وأجزاء من مقاطعة بابوا في إندونيسيا.
إنه كسوف هجين، تكون أجزاء من مساره بالقرب من شروق الشمس وغروبها على شكل حلقي.

## الخسوفات ذات الصلة

### كسوف 2023
- كسوف هجين للشمس في 20 أبريل.
- خسوف شبه قمري للقمر في 5 مايو.
- كسوف حلقي للشمس في 14 أكتوبر.
- خسوف جزئي للقمر في 28 أكتوبر.

### كسوف الشمس في 2022-2025
هذا الكسوف هو جزء من سلسلة كسوف الشمس في 2022-2025. يتكرر الكسوف في كل 177 يومًا تقريبًا و4 ساعات (فصل دراسي) في العقد المتناوبة من مدار القمر.
| مجموعات سلسلة كسوف الشمس من 2022 إلى 2025 | مجموعات سلسلة كسوف الشمس من 2022 إلى 2025 | مجموعات سلسلة كسوف الشمس من 2022 إلى 2025 | مجموعات سلسلة كسوف الشمس من 2022 إلى 2025 | مجموعات سلسلة كسوف الشمس من 2022 إلى 2025 | مجموعات سلسلة كسوف الشمس من 2022 إلى 2025 | مجموعات سلسلة كسوف الشمس من 2022 إلى 2025 |
| ----------------------------------------- | ----------------------------------------- | ----------------------------------------- | ----------------------------------------- | ----------------------------------------- | ----------------------------------------- | ----------------------------------------- |
| Ascending node                            | Ascending node                            | Ascending node                            |                                           | عقدة تنازلية                              | عقدة تنازلية                              | عقدة تنازلية                              |
| ساروس                                     | الخريطة                                   | جاما                                      | ساروس                                     | الخريطة                                   | جاما                                      |                                           |
| 119                                       | كسوف الشمس 30 أبريل 2022 Partial          | -1.19008                                  | 124                                       | كسوف الشمس 25 أكتوبر 2022 Partial         | 1.07014                                   |                                           |
| 129                                       | كسوف الشمس 20 أبريل 2023 Hybrid           | -0.39515                                  | 134                                       | كسوف الشمس 14 أكتوبر 2023 Annular         | 0.37534                                   |                                           |
| 139                                       | كسوف الشمس 8 أبريل 2024 Total             | 0.34314                                   | 144                                       | كسوف الشمس 2 أكتوبر 2024 Annular          | -0.35087                                  |                                           |
| 149                                       | كسوف الشمس 29 مارس 2025 Partial           | 1.04053                                   | 154                                       | 2025 September 21 Partial                 | -1.06509                                  |                                           |

### 129- ساروس
وهي جزء من دورة ساروس 129 تتكرر كل 18 سنة و11 يوماً وتحتوي على 80 حدثاً.
بدأت السلسلة بكسوف جزئي للشمس في 3 أكتوبر 1103.
وتحتوي على كسوف حلقي في 6 مايو 1464 حتى 18 مارس 1969.
وخسوف هجين من 29 مارس 1987 حتى 20 أبريل 2023.
وخسوفًا كليًا من 30 أبريل 2041 حتى يوليو. 26، 2185.
تنتهي السلسلة عند العضو 80 ككسوف جزئي في 21 فبراير 2528.
كانت أطول مدة للمجموع 3 دقائق و 43 ثانية في 25 يونيو 2131. تحدث جميع الكسوفات في هذه السلسلة عند عقدة القمر الصاعدة.
| تحدث أعضاء السلسلة 46-56 بين عامي 1901 و 2100: | تحدث أعضاء السلسلة 46-56 بين عامي 1901 و 2100: | تحدث أعضاء السلسلة 46-56 بين عامي 1901 و 2100: |
| 46                                             | 47                                             | 48                                             |
| ---------------------------------------------- | ---------------------------------------------- | ---------------------------------------------- |
| February 14, 1915 [الإنجليزية]                 | February 24, 1933 [الإنجليزية]                 | March 7, 1951 [الإنجليزية]                     |
| 49                                             | 50                                             | 51                                             |
| March 18, 1969 [الإنجليزية]                    | March 29, 1987 [الإنجليزية]                    | كسوف الشمس 8 أبريل 2005                        |
| 52                                             | 53                                             | 54                                             |
| كسوف الشمس 20 أبريل 2023                       | April 30, 2041                                 | May 11, 2059 [الإنجليزية]                      |
| 55                                             | 56                                             |                                                |
| May 22, 2077 [الإنجليزية]                      | June 2, 2095 [الإنجليزية]                      |                                                |

### سلسلة اينكس
هذا الكسوف هو جزء من دورة اينكس طويلة الأمد ، يتكرر عند العقد المتناوبة ، كل 358 شهرًا سينوديًا يعادل (≈ 10571.95 يومًا ، أو 29 عامًا ناقص 20 يومًا).
مظهرها وخط طولها غير منتظمين بسبب عدم التزامن مع الشهر غير الطبيعي (فترة الحضيض). ومع ذلك ، فإن مجموعات 3 دورات إنكس (87 سنة ناقص شهرين) تعادل (≈ 1،151.02 شهرًا غير طبيعي) ، لذا فإن الكسوف متشابه في هذه المجموعات.
| أعضاء سلسلة Inex بين عامي 1901 و 2100:      | أعضاء سلسلة Inex بين عامي 1901 و 2100:       | أعضاء سلسلة Inex بين عامي 1901 و 2100:      |
| ------------------------------------------- | -------------------------------------------- | ------------------------------------------- |
| </img> </br>10 يوليو 1907 </br> (ساروس 125) | </img> </br> 19 يونيو 1936 </br> (ساروس 126) | </img> </br> 30 مايو 1965 </br> (ساروس 127) |
| </img> </br> 10 مايو 1994 </br> (ساروس 128) | </img> </br> 20 أبريل 2023 </br> (ساروس 129) | </img> </br> 30 مارس 2052 </br> (ساروس 130) |
| </img> </br> 10 مارس 2081 </br> (ساروس 131) |                                              |                                             |

### سلسلة تريتوس
هذا الكسوف هو جزء من دورة تريتوس ، يتكرر عند العقد المتناوبة كل 135 شهرًا متزامنًا (≈ 3986.63 يومًا ، أو 11 عامًا ناقص شهر واحد).
مظهرها وخط طولها غير منتظمين بسبب نقص التزامن مع الشهر غير الطبيعي (فترة الحضيض) ، لكن التجمعات المكونة من 3 دورات تريتوس (33 عامًا ناقص 3 أشهر) تقترب (≈ 434.044 شهرًا غير طبيعي) ، لذا فإن الكسوف متشابه في هذه التجمعات.
| أعضاء السلسلة بين عامي 1901 و 2100            | أعضاء السلسلة بين عامي 1901 و 2100            | أعضاء السلسلة بين عامي 1901 و 2100            | أعضاء السلسلة بين عامي 1901 و 2100 |
| --------------------------------------------- | --------------------------------------------- | --------------------------------------------- | ---------------------------------- |
| </img> </br>29 مارس 1903 </br> (ساروس 118)    | </img> </br> 25 فبراير 1914 </br> (ساروس 119) | </img> </br> 24 يناير 1925 </br> (ساروس 120)  |                                    |
| </img> </br> 25 ديسمبر 1935 </br> (ساروس 121) | </img> </br> 23 نوفمبر 1946 </br> (ساروس 122) | </img> </br> 23 أكتوبر 1957 </br> (ساروس 123) |                                    |
| </img> </br> 22 سبتمبر 1968 </br> (ساروس 124) | </img> </br> 22 أغسطس 1979 </br> (ساروس 125)  | </img> </br> 22 يوليو 1990 </br> (ساروس 126)  |                                    |
| </img> </br> 21 يونيو 2001 </br> (ساروس 127)  | </img> </br> 20 مايو 2012 </br> (ساروس 128)   | </img> </br> 20 أبريل 2023 </br> (ساروس 129)  |                                    |
| </img> </br> 20 مارس 2034 </br> (ساروس 130)   | </img> </br> 16 فبراير 2045 </br> (ساروس 131) | </img> </br> 16 يناير 2056 </br> (ساروس 132)  |                                    |
| </img> </br> 17 ديسمبر 2066 </br> (ساروس 133) | </img> </br> 15 نوفمبر 2077 </br> (ساروس 134) | </img> </br> 14 أكتوبر 2088 </br> (ساروس 135) |                                    |
| </img> </br> 14 سبتمبر 2099 </br> (ساروس 136) |                                               |                                               |                                    |

### سلسلة ميتونيك
تكرر السلسلة ميتونيك كل 19 عامًا (6939.69 يومًا) ، وتستمر حوالي 5 دورات. تحدث الكسوف في نفس تاريخ التقويم تقريبًا. بالإضافة إلى ذلك ، تكرر سلسلة أوكتن الفرعية 1/5 من ذلك أو كل 3.8 سنوات (1387.94 يومًا). تحدث جميع الكسوفات في هذا الجدول عند العقدة الصاعدة للقمر.
| 21 حدثًا من أحداث الكسوف ، تتقدم من الجنوب إلى الشمال بين 1 يوليو 2000 و 1 يوليو 2076 | 21 حدثًا من أحداث الكسوف ، تتقدم من الجنوب إلى الشمال بين 1 يوليو 2000 و 1 يوليو 2076 | 21 حدثًا من أحداث الكسوف ، تتقدم من الجنوب إلى الشمال بين 1 يوليو 2000 و 1 يوليو 2076 | 21 حدثًا من أحداث الكسوف ، تتقدم من الجنوب إلى الشمال بين 1 يوليو 2000 و 1 يوليو 2076 | 21 حدثًا من أحداث الكسوف ، تتقدم من الجنوب إلى الشمال بين 1 يوليو 2000 و 1 يوليو 2076 |
| 1 - 2 يوليو                                                                          | 19 - 20 أبريل                                                                        | 5-7 فبراير                                                                           | 24-25 نوفمبر                                                                         | 12-13 سبتمبر                                                                         |
| 117                                                                                  | 119                                                                                  | 121                                                                                  | 123                                                                                  | 125                                                                                  |
| ------------------------------------------------------------------------------------ | ------------------------------------------------------------------------------------ | ------------------------------------------------------------------------------------ | ------------------------------------------------------------------------------------ | ------------------------------------------------------------------------------------ |
| July 1, 2000 [الإنجليزية]                                                            | كسوف الشمس 19 أبريل 2004                                                             | كسوف الشمس 7 فبراير 2008                                                             | كسوف الشمس 25 نوفمبر 2011                                                            | كسوف الشمس 13 سبتمبر 2015                                                            |
| 127                                                                                  | 129                                                                                  | 131                                                                                  | 133                                                                                  | 135                                                                                  |
| كسوف الشمس في 2 يوليو 2019                                                           | كسوف الشمس 20 أبريل 2023                                                             | February 6, 2027                                                                     | November 25, 2030 [الإنجليزية]                                                       | September 12, 2034                                                                   |
| 137                                                                                  | 139                                                                                  | 141                                                                                  | 143                                                                                  | 145                                                                                  |
| July 2, 2038                                                                         | April 20, 2042                                                                       | February 5, 2046                                                                     | November 25, 2049                                                                    | September 12, 2053                                                                   |
| 147                                                                                  | 149                                                                                  | 151                                                                                  | 153                                                                                  | 155                                                                                  |
| July 1, 2057                                                                         | April 20, 2061                                                                       | February 5, 2065                                                                     | November 24, 2068                                                                    | September 12, 2072                                                                   |
| 157                                                                                  | 159                                                                                  | 161                                                                                  | 163                                                                                  | 165                                                                                  |
| July 1, 2076 [الإنجليزية]                                                            |                                                                                      |                                                                                      |                                                                                      |                                                                                      |

## روابط خارجية
- www.solar-eclipse.de - متوسط التغطية السحابية والمدن على طول مسار الكسوف